# Hrywiatki (przystanek kolejowy)
Hrywiatki (ukr. Грив'ятки) – przystanek kolejowy w miejscowości Hrywiatki, w rejonie kowelskim, w obwodzie wołyńskim, na Ukrainie. Położony jest na linii Sarny – Kowel.
Przystanek istniał przed II wojną światową.